# Homicidios
Homicidios est une série télévisée de fiction policière produite par Big Bang Media pour Telecinco. Elle a été diffusée pour la première fois le mardi soir, le 20 septembre 2011, à 22h30. Un mois plus tard, le 27 octobre, il a été annoncé qu'elle serait diffusée le lundi soir à 23h45, partageant l'écran après deux chapitres de l'enquête médico-légale Les Experts. La série se déroule dans un commissariat de police où les agents doivent résoudre plusieurs affaires d'homicide. En février 2011, la société de production Big Bang était en phase de tournage, la série étant composée de treize épisodes en haute définition.

## Histoire
En janvier 2011, Telecinco et la société de production Big Bang Media ont uni leurs forces pour créer Homicidios, le nouveau projet de fiction nationale pour la saison d'automne, avec l'intention de combler le vide laissé par El comisario, la série policière diffusée par Telecinco pendant une décennie, jusqu'en 2009. Cette série classique est sa référence en Espagne, ainsi que d'autres séries policières nord-américaines.
Un mois plus tard, en février 2011, Telecinco a donné le feu vert au nouveau projet de fiction Big Bang, et la société de production a été chargée de préparer le montage, de créer les scripts, les scénarios et l'équipe technique. Telecinco a annoncé ses principales vedettes, Eduardo Noriega et Celia Freijeiro, dans les médias. Le tournage a commencé peu après, le 21 février. La première saison comprend treize épisodes en haute définition. La série a été présentée en avant-première lors de la troisième édition de FesTVal à Vitoria et a reçu un accueil très favorable.
Homicidios a été diffusée pour la première fois sur Telecinco le 20 septembre 2011 à 22h30. Elle a été diffusée avec succès en prime time le mardi avec près de 2,8 millions et 15,9 %, étant la première et la plus regardée de la soirée,,.
Le 4 octobre 2011, Telecinco a retardé sans préavis la diffusion du troisième épisode de Homicidios jusqu'à 22h58, en raison de la diffusion de dernière minute d'Acorralados et de la première de Gran Hotel sur la chaîne concurrente (Antena 3). Une semaine plus tard, le 11 octobre, la chaîne a décidé de couvrir le créneau de 23 heures et de le prolonger jusqu'aux premières heures du matin.
Les faibles audiences de Homicidios ont contraint la chaîne Mediaset España à modifier son horaire de diffusion. Ainsi, à partir du mardi 18 octobre 2011, les téléspectateurs ont pu découvrir les nouvelles affaires à partir de 00h00.
Près de trois semaines après l'annonce de son passage au mardi en fin de soirée, il a été annoncé le 27 octobre que Homicide serait déplacée au lundi soir, après deux épisodes des Experts. Ainsi, les nouveaux épisodes de la série seront diffusés à partir de 23h45.
Le 12 décembre 2011, la série Telecinco s'est achevée, faisant ses adieux au public avec 12,9% de part d'audience en moyenne et plus de 1,6 million de téléspectateurs. Le dernier épisode, avancé en prime time (22h45), a atteint son plus bas niveau historique (9,4% de l'audience) et a été suivi par 1 639 000 téléspectateurs.

## Synopsis
Homicidios raconte l'histoire des membres d'une unité de la brigade criminelle de la police nationale, dirigée par l'inspecteur principal Eva Hernández, qui, avec l'aide de Tomás Sóller, psychologue spécialisé dans les pathologies comportementales, résolvent des affaires complexes.
Après une série de crimes qui mettent en évidence un tueur en série, Sóller et Eva unissent leurs forces dans l'enquête. Ils symbolisent deux visions différentes, mais complémentaires, de la résolution d'une même affaire : Eva incarne l'enquête traditionnelle, basée sur l'analyse des preuves matérielles et le témoignage des témoins et de l'accusé, tandis que Sóller incarne l'enquête intuitive, basée sur la connaissance profonde de l'être humain.
Eva et Sóller travailleront au sein d'une équipe d'enquête criminelle multidisciplinaire composée d'un inspecteur astucieux, Alonso Izquierdo, d'un inspecteur discipliné qui évolue comme un poisson dans l'eau au sein de la brigade criminelle, Pablo Montero, d'une sous-inspectrice débutante, María Losada, et d'une scientifique sarcastique qui adore son travail, Susana Rota, le tout sous la supervision d'un commissaire de la vieille école, Andrés Ramos.

## Distribution
- Eduardo Noriega dans le rôle de Toma Sóller
- Celia Freijeiro dans le rôle d'Eva Hernández
- Carlos García dans le rôle d'Alonso Izquierdo
- Enrique Berrendero dans le rôle de Pablo Montero
- Vicky Luengo dans le rôle de María Losada
- Marián Aguilera dans le rôle de Susana Rota
- Esmeralda Moya dans le rôle d'Helena Cuevas
- Miguel de Miguel dans le rôle de Carlos García-Aranda
- Mongo Ràfols dans le rôle de Lorenzo Santamaría
- Anna Allen dans le rôle de Patricia Vega
- Mariano Venancio dans le rôle du commissaire Andrés Ramos
- Fernando Soto dans le rôle de Marcelo Salas, "el cazador"
- Loreto Sancho dans le rôle de María García, "colegiala"
- Carlos Acosta-Milian dans le rôle de Feliciano Brand
- Claudia Traisac dans le rôle de Carolina

## Tournage
La série Homicidios a été tournée principalement dans des décors extérieurs à 70 %, dans les régions de Cantabrie et de Madrid. Elle dispose également d'un immense plateau, où ont été construits le commissariat de police et un bar. Le tournage a été réalisé avec des caméras cinématographiques de haute qualité, le montage des scènes est dynamique et le cadre musical est très abondant. L'acteur principal, Eduardo Noriega, issu du monde du cinéma, y joue son premier rôle à la télévision.

## Audience
| Saison | Épisode | Début             | Fin              | Audience moyenne | Audience moyenne |
| Saison | Épisode | Début             | Fin              | Spectateurs      | Part             |
| ------ | ------- | ----------------- | ---------------- | ---------------- | ---------------- |
| 1      | 13      | 20 septembre 2011 | 12 décembre 2011 | 1 639 000        | 12,9%            |

## Première saison (2011)
| N.° (série) | Titre (original (es))                 | Titre (traduction)                   | Réalisateur(s)      | Scénariste(s)      | Date d'émission   | Audience          |
| ----------- | ------------------------------------- | ------------------------------------ | ------------------- | ------------------ | ----------------- | ----------------- |
| 1           | « El camino que va de Cork a Dublín » | « La route de Cork à Dublin »        | Alberto Ruíz Rojo   | Miguel Sáez Carral | 20 septembre 2011 | 2 763 000 (15,9%) |
| 2           | « Sexo, mentiras y cintas de vídeo »  | "Sexe, mensonges et cassettes vidéo" | Alberto Ruíz Rojo   | Agustín Martínez   | 27 septembre 2011 | 2 466 000 (14,0%) |
| 3           | « Gritos en la obscuridad »           | "Cris dans l'obscurité"              | Juan Testa Nogueira | José Antonio López | 4 octobre 2011    | 1 875 000 (12,3%) |
| 4           | « Donde viven los monstruos »         | "Là où vivent les monstres"          | Alfonso Arandia     | Susana Prieto      | 11 octobre 2011   | 1 605 000 (10,1%) |
| 5           | « Labios azules »                     | "Lèvres bleues"                      | Juan Testa Nogueira | Agustín Martínez   | 18 octobre 2011   | 1 309 000 (15,0%) |
| 6           | « Origen »                            | « Origine »                          | Alfonso Arandia     | Miguel Sáez Carral | 25 octobre 2011   | 1 238 000 (13,6%) |
| 7           | « Oscura noche oscura »               | « Nuit noire »                       | Alberto Ruíz Rojo   | José Antonio López | 31 octobre 2011   | 1 298 000 (12,0%) |
| 8           | « Muerte entre las flores »           | « La mort au milieu des fleurs »     | Juan Testa Nogueira | Susana Prieto      | 7 novembre 2011   | 1 591 000 (13,4%) |
| 9           | « Mientras duermes »                  | « Pendant que tu dors »              | Juan Calvo          | Agustín Martínez   | 14 novembre 2011  | 1 324 000 (12,5%) |
| 10          | « Bajo el volcán »                    | « Sous le volcan »                   | Alberto Ruíz Rojo   | Miguel Sáez Carral | 21 novembre 2011  | 1 352 000 (13,2%) |
| 11          | « El largo adiós »                    | « Le long au revoir »                | Juan Testa Nogueira | José Antonio López | 28 novembre 2011  | 1 310 000 (13,1%) |
| 12          | « La mano derecha esangrentada »      | « La main droite ensanglantée »      | Juan Calvo          | Susana Prieto      | 5 décembre 2011   | 1 531 000 (12,8%) |
| 13          | « La noche del cazador »              | « La nuit du chasseur »              | Alberto Ruíz Rojo   | Miguel Sáez Carral | 12 décembre 2011  | 1 639 000 (9,4%)  |

## Diffusion
- Europe
  - Espagne (pais d'origine de la série)
    - Telecinco-Mediaset España, Telecinco HD-Mediaset España, Energy-Mediaset España et 8tv-Emissions Digitals de Catalunya
- Amérique Latine
  - Canal Europa Europa d'Argentine